# Большие Крышки
Больши́е Крышки́ (чув. Аслӑ Кӑршка) — деревня в Цивильском районе Чувашской Республики. Входит в состав Конарского сельского поселения.

## География
Находится в северной части Чувашии на расстоянии приблизительно 19 км на восток по прямой от районного центра города Цивильск.

## История
Известна с 1859 года, когда в ней было 37 дворов, 272 жителя. В 1897 году было учтено 294 человека, в 1926 — 63 двора, 279 жителей, в 1939—224 жителя, 1979 — 67. В 2002 году было 6 дворов, в 2010 — 5 домохозяйств. В период коллективизации был образован колхоз «Вулкан».

## Население
Постоянное население составляло 10 человек (чуваши 100 %) в 2002 году, 10 в 2010.